# 和牛のA4ランクを召し上がれ!
『和牛のA4ランクを召し上がれ!』（わぎゅうのエーよんランクをめしあがれ!）は、南海放送で2018年4月14日（4月13日深夜）から2024年3月31日まで放送されていたバラエティ番組である。

## 概要
和牛による「リアル・身近・面白い・体験」をテーマに水田の出身地である愛媛県内を巡るロケバラエティ。和牛にとって全国初の単独の冠番組であった。

## 出演者
- 和牛
  - 水田信二（愛媛県伊予市出身）[注釈 1]
  - 川西賢志郎（大阪府東大阪市出身）
- 高野真子（南海放送アナウンサー） - 2代目アシスタント（第211回〜第289回）[注釈 2]

## 過去の出演者
- 竹内愛希（南海放送アナウンサー） - 初代アシスタント（第1回～第202回）

## 放送リスト
| 2018年  | 2018年     | 2018年            | 2018年 | 2018年                                                                                      |
| 放送回  | 初回放送日 | BSよしもと 放送回 | 行き先・内容 | 行き先・内容                                                                                |
| ------- | ---------- | ----------------- | --- | ------------------------------------------------------------------------------------------- |
| 第1回   | 4月14日    |                   | 伊予市 某所（公園） 伊予市 某所（水田実家） | 水田の実家を訪問                                                                            |
| 第2回   | 4月21日    |                   | 松前町 ていきびん 松山市 南海放送本社 |                                                                                             |
| 第3回   | 4月28日    |                   | 松山市 大街道商店街 | 人気投票                                                                                    |
| 第4回   | 5月5日     |                   | 松山市 大街道商店街 松山市 ライオン | 人気投票結果発表                                                                            |
| 第5回   | 5月12日    |                   | 松前町 豚太郎松前店 |                                                                                             |
| 第6回   | 5月19日    |                   | 伊予市 武智写真館 伊予市 某所（水田実家裏の海） | 番組ポスター撮影                                                                            |
| 第7回   | 5月26日    |                   | 砥部町 愛媛県立とべ動物園 |                                                                                             |
| 第8回   | 6月2日     |                   | 松山市道後 射的屋キューピー 松山市道後 道後温泉別館飛鳥乃湯泉 |                                                                                             |
| 第9回   | 6月9日     |                   | 松山市 南海放送本社 | 番組ポスター発表                                                                            |
| 第10回  | 6月16日    |                   | 伊予市 仲神農宴 伊予市 ファーマーズマーケット いよっこら |                                                                                             |
| 第11回  | 6月23日    |                   | 砥部町 砥部焼陶芸館 |                                                                                             |
| 第12回  | 6月30日    |                   | 伊予市双海町 ふたみシーサイド公園 伊予市双海町 JR下灘駅 |                                                                                             |
| 第13回  | 7月7日     |                   | 松山市 伊予鉄道梅津寺駅 松山市 アイルーロス | 川西賢志郎の愛媛移住計画                                                                    |
| 第14回  | 7月14日    |                   | 松山市 P・SPO24湯渡店 |                                                                                             |
| 第15回  | 7月21日    |                   | 松山市 済美高等学校 |                                                                                             |
| 第16回  | 7月28日    |                   | 松山市 済美高等学校 |                                                                                             |
| 第17回  | 8月4日     |                   | 松山市 グランシェル若草町 |                                                                                             |
| 第18回  | 8月11日    |                   | 松山市中島 THE BONDS | 中島で夏を満喫（第1週）                                                                     |
| 第19回  | 8月18日    |                   | 松山市中島 glass Art 叉紋堂 松山市中島 THE BONDS | 中島で夏を満喫（第2週）                                                                     |
| 第20回  | 8月25日    |                   | 松山市中島 THE BONDS 松山市中島 姫ヶ浜ビーチ | 中島で夏を満喫（第3週）                                                                     |
| 第21回  | 9月1日     |                   | 松山市中島 姫ヶ浜ビーチ 松山市中島 JAえひめ中央中島支所 | 中島で夏を満喫（第4週）                                                                     |
| 第22回  | 9月8日     |                   | 松山市 愛媛県研修所 松山市 南海放送本社 新居浜市 浜呑 | 伊予観光大使委嘱式 24時間テレビ出演に密着                                                   |
| 第23回  | 9月15日    |                   | 新居浜市 あかがねミュージアム 新居浜市 庄内自治会館 新居浜市 浜呑 | 新居浜太鼓祭りに興奮 視聴者からの質問コーナー                                               |
| 第24回  | 9月22日    |                   | 新居浜市 マイントピア別子 新居浜市 浜呑 | 視聴者からの質問コーナー                                                                    |
| 第25回  | 9月29日    |                   | 新居浜市 マイントピア別子 新居浜市 浜呑 | 視聴者からの質問コーナー                                                                    |
| 第26回  | 10月6日    |                   | 伊予市 マルトモ |                                                                                             |
| 第27回  | 10月13日   |                   | 松前町 愛媛県立伊予高等学校 |                                                                                             |
| 第28回  | 10月20日   |                   | 松前町 愛媛県立伊予高等学校 |                                                                                             |
| 第29回  | 10月27日   |                   | 伊予市 グランシェフ高坂 |                                                                                             |
| 第30回  | 11月3日    |                   | 未公開&名場面特集&和牛A4クイズ第1弾 | 未公開&名場面特集&和牛A4クイズ第1弾                                                         |
| 第31回  | 11月10日   |                   | 松山市 Cafe SuFuRu 松山鴨川 松山市 L'art de vie（ラドビ） |                                                                                             |
| 第32回  | 11月17日   |                   | 松山市 松山城 | 松山城で天下取り（前編）                                                                    |
| 第33回  | 11月24日   |                   | 松山市 松山城 松山市北条 文化の森公園 | 松山城で天下取り（後編） 土佐礼子と愛媛マラソン事前練習（前編）                             |
| 第34回  | 12月1日    |                   | 松山市北条 文化の森公園 松山市 椿神社 | 土佐礼子と愛媛マラソン事前練習（後編） 必勝祈願                                             |
| 第35回  | 12月8日    |                   | 東京都内 松山市 ヴァンサンカン・パンセ | M-1翌日インタビュー（前編） 大学生モデルを審査（前編）                                      |
| 第36回  | 12月15日   |                   | 東京都内 松山市 ヴァンサンカン・パンセ | M-1翌日インタビュー（後編） 大学生モデルを審査（後編）                                      |
| 第37回  | 12月22日   |                   | 松前町 エミフルMASAKI 松山市 ラ・ロンコントル泉町 | 和牛A4クリスマスパーティー                                                                  |
| 第38回  | 12月29日   |                   | 松山市 フクヤスポーツ東松山店 松山市 P・SPO24中央通り店 | 愛媛マラソンへの道                                                                          |
| 2019年  |            |                   | |                                                                                             |
| 第39回  | 1月12日    |                   | 松山市道後 ふなや | 和牛A4新年会                                                                                |
| 第40回  | 1月19日    |                   | 松山市 KIT（キスケBOX） |                                                                                             |
| 第41回  | 1月26日    |                   | 松山市 KIT（キスケBOX） |                                                                                             |
| 第42回  | 2月2日     |                   | 松山市 アヴニール緑町 |                                                                                             |
| 第43回  | 2月9日     |                   | 大洲市 大洲まちの駅あさもや 大洲市 おはなはん通り 大洲市 臥龍山荘 | 大洲ぶらり旅（前編）                                                                        |
| 第44回  | 2月16日    |                   | 松山市 水田商店 大洲市 臥龍山荘 | 大洲ぶらり旅（後編）                                                                        |
| 第45回  | 2月23日    |                   | 松山市 城山公園 松山市北条 府中交差点 松山市北条 北条選果場 松山市平田町 | 愛媛マラソン                                                                                |
| 第46回  | 3月2日     |                   | 松山市 プログレッソパーク 八幡浜市 住吉呉服店 | ミス愛媛レッスンに潜入 黒い商店街に潜入（前編）                                             |
| 第47回  | 3月9日     |                   | 八幡浜市 宮川菓子舗 八幡浜市 スナックこけし 八幡浜市 喫茶モンブラン 八幡浜市 高松屋 暁                                                                                         | 黒い商店街に潜入（後編）                                                                    |
| 第48回  | 3月16日    |                   | 松山市 松山三越「EFP 愛媛フットサルパーク」 | 和牛A4チームVS松山東雲高校サッカー部 フットサル3番勝負                                      |
| 第49回  | 3月23日    |                   | 松山市 松山三越「EFP 愛媛フットサルパーク」 | 和牛A4チームVS松山東雲高校サッカー部 フットサル3番勝負                                      |
| 第50回  | 3月30日    |                   | （総集編） | Twitterで募集 視聴者がもう一度見たい和牛A4名場面ランキングベスト10                          |
| 第51回  | 4月6日     |                   | 松山市 南海放送本社 松山市 Bar ゆめまぼろし | 感謝状贈呈式 素敵なバーで1周年をお祝い                                                      |
| 第52回  | 4月13日    |                   | 松山市 WstudioRED | たけやま3.5コラボ企画（第1週）                                                              |
| 第53回  | 4月20日    |                   | 松山市 松山総合公園 | たけやま3.5コラボ企画（第2週）                                                              |
| 第54回  | 4月27日    |                   | 松山市 すしえもん小栗店 | たけやま3.5コラボ企画（第3週）                                                              |
| 第55回  | 5月4日     |                   | 松山市 キスケKIT | たけやま3.5コラボ企画（第4週）                                                              |
| 第56回  | 5月11日    |                   | 松山市 TREK Bicycle 松山 松山市 松山中央公園駐車場 |                                                                                             |
| 第57回  | 5月18日    |                   | 久万高原町 岩屋寺 |                                                                                             |
| 第58回  | 5月25日    |                   | 砥部町 BON CARNIVAL |                                                                                             |
| 第59回  | 6月1日     |                   | 松山市 人間環境大学松山キャンパス |                                                                                             |
| 第60回  | 6月8日     |                   | 宇和島市 真珠会館・ハイウェイレストラン宇和島 |                                                                                             |
| 第61回  | 6月15日    |                   | 宇和島市吉田町 河合太刀魚巻店 宇和島市 某所（水田祖母宅） |                                                                                             |
| 第62回  | 6月22日    |                   | 車内（松山自動車道） | 和牛A4クイズ第2弾                                                                           |
| 第63回  | 6月29日    |                   | 宇和島市吉田町玉津地区 | 西日本豪雨復興活動のボランティア作業                                                        |
| 第64回  | 7月6日     |                   | 宇和島市立吉田中学校 |                                                                                             |
| 第65回  | 7月13日    |                   | 松山市 JA愛媛厚生連 愛媛県厚生連健診センター | 人間ドックを体験（前編）                                                                    |
| 第66回  | 7月20日    |                   | 松山市 JA愛媛厚生連 愛媛県厚生連健診センター | 人間ドックを体験（後編）                                                                    |
| 第67回  | 7月27日    |                   | 今治市 白楽天今治本店 今治市 くつ家ともだ | 今治ノープランロケ（第1週）                                                                 |
| 第68回  | 8月3日     |                   | 今治市 くつ家ともだ 今治市 Serendip 今治市 まちなか広場ほんからどんどん | 今治ノープランロケ（第2週）                                                                 |
| 第69回  | 8月10日    |                   | 今治市 魚貞蒲鉾店 今治市 みなと交流センターはーばりー 今治市 玉屋サントノーレ                                                                                                  | 今治ノープランロケ（第3週）                                                                 |
| 第70回  | 8月17日    |                   | 松野町 滑床渓谷 | 夏休み企画（第1週）                                                                         |
| 第71回  | 8月24日    |                   | 松野町 滑床渓谷 | 夏休み企画（第2週）                                                                         |
| 第72回  | 8月31日    |                   | 松野町 滑床渓谷 | 夏休み企画（第3週）                                                                         |
| 第73回  | 9月7日     |                   | 松山市 南海放送本町会館 松野町 JR四国松丸駅 高知県四万十市西土佐江川崎 JR四国江川崎駅                                                                                          | 24時間テレビ募金活動に協力 日本一遅い新幹線に乗る                                           |
| 第74回  | 9月14日    |                   | 東温市 坊っちゃん劇場 | ミュージカルを体験                                                                          |
| 第75回  | 9月21日    |                   | 松山市北条鹿島 松山市北条鹿島 太田屋 |                                                                                             |
| 第76回  | 9月28日    |                   | 松山市三津浜 三津の渡し 松山市三津浜 お好み焼きいずみ 松山市三津浜 みつのほハチノジ本舗                                                                                        | 三津浜ぶらり旅（前編）                                                                      |
| 第77回  | 10月5日    |                   | 松山市三津浜 カフェ＆バル太陽と月 （移動中車内） | 三津浜ぶらり旅（後編） 水田作詞作曲「キラキラしすぎ（仮）」                                 |
| 第78回  | 10月12日   |                   | 伊方町 瀬戸展望休憩所 伊方町 佐田岬灯台駐車場 | サイクリング                                                                                |
| 第79回  | 10月19日   |                   | 伊方町 木嶋水産 |                                                                                             |
| 第80回  | 10月26日   |                   | 伊方町 佐田岬半島 | 和牛と対面                                                                                  |
| 第81回  | 11月2日    |                   | 伊方町 佐田岬半島 |                                                                                             |
| 第82回  | 11月9日    |                   | 伊予市中山町 なかやま特産品センター 伊予市中山町 お堂のたこ焼き 内子町 高昌寺                                                                                                  |                                                                                             |
| 第83回  | 11月16日   |                   | 内子町 八日市護国町並み保存地区 |                                                                                             |
| 第84回  | 11月23日   |                   | 内子町 八日市護国町並み保存地区 |                                                                                             |
| 第85回  | 11月30日   |                   | 内子町 道の駅内子フレッシュパークからり |                                                                                             |
| 第86回  | 12月7日    |                   | 内子町 道の駅内子フレッシュパークからり 大洲市 たいき産直市愛たい菜 |                                                                                             |
| 第87回  | 12月14日   |                   | しまなみ海道・大三島 大山祇神社 |                                                                                             |
| 第88回  | 12月21日   |                   | 上島町弓削島 | 上島町「ゆめしま海道」の旅                                                                  |
| 第89回  | 12月28日   |                   | 東京都内 上島町弓削島 かみじまちょう・ゆげ海の駅 | M-1翌日インタビュー 上島町「ゆめしま海道」の旅                                              |
| 2020年  |            |                   | |                                                                                             |
| 第90回  | 1月11日    |                   | 松山市道後 ふなや | 和牛A4新年会                                                                                |
| 第91回  | 1月18日    |                   | 松山市道後 ふなや 松山市 鮨の間 | 和牛A4新年会 和牛を癒やそう企画（第1週）                                                    |
| 第92回  | 1月25日    |                   | 松山市 鮨の間 松山市 南道後温泉ていれぎの湯 | 和牛を癒やそう企画（第2週）                                                                 |
| 第93回  | 2月1日     |                   | 松山市 みきゃんパーク梅津寺 松山市 ペットStep松山余戸店 | 和牛を癒やそう企画（第3週）                                                                 |
| 第94回  | 2月8日     |                   | 東京都渋谷区 タワーレコード渋谷店 （移動中車内） | DVD発売記念イベント 和牛A4クイズ第3弾                                                       |
| 第95回  | 2月15日    |                   | 西条市小松町 マルブン小松本店 |                                                                                             |
| 第96回  | 2月22日    |                   | 西条市 石鎚クライミングパークSAIJO |                                                                                             |
| 第97回  | 2月29日    |                   | 西条市 鉄道歴史パークinSAIJO 西条市 ひのいちご園 |                                                                                             |
| 第98回  | 3月7日     |                   | 松前町 パン・メゾン松前店 松山市 MRC乗馬クラブ松山 |                                                                                             |
| 第99回  | 3月14日    |                   | 松山市 MRC乗馬クラブ松山 松山市 鍋焼うどんことり |                                                                                             |
| 第100回 | 3月21日    |                   | 松山市 南海放送本町会館 | 放送100回記念イベント（前編）                                                               |
| 第101回 | 3月28日    |                   | 松山市 南海放送本町会館 | 放送100回記念イベント（後編）                                                               |
| 第102回 | 4月4日     |                   | 松山市興居島 | サイクリング                                                                                |
| 第103回 | 4月11日    |                   | 松山市興居島 松山市 南海放送本社 | 新ポスター案発表 News Ch.4に出演                                                            |
| 第104回 | 4月18日    |                   | 松山市 三浦屋文具店 松山市 ライオン | ノープランロケ in 松山市（前編）                                                            |
| 第105回 | 4月25日    |                   | 松山市 ライオン 松山市 ふるぎやきっかけや 肉 | ノープランロケ in 松山市（後編）                                                            |
| 第106回 | 5月2日     |                   | （総集編） 松山市 大街道 デュークショップ松山店 | 視聴率ランキング（前編） A4ランクのDVDはあるのか調査                                        |
| 第107回 | 5月9日     |                   | （総集編） | 視聴率ランキング（後編）                                                                    |
| 第108回 | 5月16日    | #79               | （総集編） | 動物ふれあいスペシャル                                                                      |
| 第109回 | 5月23日    | #80               | （総集編） | 絶品グルメ傑作選スペシャル                                                                  |
| 第110回 | 5月30日    | #81               | （総集編） | 感激＆ほっこり和牛A4出会い人物伝                                                            |
| 第111回 | 6月6日     |                   | 南海放送本社⇔東京支社 （総集編） | 和牛リモート出演 和牛の夏休み2018                                                           |
| 第112回 | 6月13日    |                   | 南海放送本社⇔東京支社 （総集編） | 和牛リモート出演 和牛の夏休み2019                                                           |
| 第113回 | 6月20日    |                   | 伊予市双海町 ふたみシーサイド公園 松山市 バイオサーキットPSPO24 大街道店 |                                                                                             |
| 第114回 | 6月27日    |                   | 伊予市 The Californian: BBQ PIT 松前町 松前餃子 松前町 ハンアリ 松山市 南海放送本社                                                                                            | テイクアウト特集                                                                            |
| 第115回 | 7月4日     |                   | 松山市 南海放送本町会館 | 生け花対決                                                                                  |
| 第116回 | 7月11日    |                   | 西予市宇和町 愛媛県歴史文化博物館 |                                                                                             |
| 第117回 | 7月18日    |                   | 西予市宇和町 宇和米博物館 | もぎたてテレビとのコラボ企画                                                                |
| 第118回 | 7月25日    |                   | 西予市宇和町 美ゆき宇和店 西予市宇和町 宇和民具館 西予市宇和町 開明学校 |                                                                                             |
| 第119回 | 8月1日     |                   | 西予市城川町 ギャラリーしろかわ 西予市宇和町 わらマンモス |                                                                                             |
| 第120回 | 8月8日     |                   | 四国中央市新宮町 道の駅霧の森 |                                                                                             |
| 第121回 | 8月15日    |                   | 四国中央市新宮町 道の駅霧の森 四国中央市 GBC Chocolate factory |                                                                                             |
| 第122回 | 8月22日    |                   | 四国中央市 愛媛県立三島高等学校 |                                                                                             |
| 第123回 | 8月29日    |                   | 四国中央市 熊福 四国中央市 やきとり阿波おどり 四国中央市 具定展望台 |                                                                                             |
| 第124回 | 9月5日     |                   | 愛南町 深浦漁港 愛南町 鹿島 | 夏休み企画（第1週）                                                                         |
| 第125回 | 9月12日    |                   | 愛南町 鹿島 愛南町 あいなんかわうそ村海の駅 海蛍 | 夏休み企画（第2週）                                                                         |
| 第126回 | 9月19日    |                   | 愛南町 上甲商会 愛南町 あいなんかわうそ村海の駅 愛南町 鹿島 | 夏休み企画（第3週）                                                                         |
| 第127回 | 9月26日    |                   | 愛南町 あいなんかわうそ村海の駅 愛南町 紫電改展示館 | 夏休み企画（第4週）                                                                         |
| 第128回 | 10月4日    |                   | 愛南町 馬瀬山公園 愛南町 南レクこども動物園 | 夏休み企画（第5週）                                                                         |
| 第129回 | 10月11日   |                   | 鬼北町 道の駅日吉夢産地 鬼北町上鍵山 鬼北町小松 | 旬の味覚を収穫（第1週）                                                                     |
| 第130回 | 10月18日   |                   | 鬼北町 広見川 鬼北町 道の駅広見森の三角ぼうし 鬼北町 成川渓谷休養センター | 旬の味覚を収穫（第2週）                                                                     |
| 第131回 | 10月25日   |                   | 鬼北町 成川渓谷休養センター 鬼北町 ビューティサロンぴあ 鬼北町 企業組合ひろみ川                                                                                                | 旬の味覚を収穫（第3週）                                                                     |
| 第132回 | 11月1日    |                   | 鬼北町 フェザンフィレール 鬼北町 内山展望台 | 旬の味覚を収穫（第4週）                                                                     |
| 第133回 | 11月8日    |                   | 松山市道後 大和屋本店 |                                                                                             |
| 第134回 | 11月15日   |                   | 松山市道後 オールドイングランド道後山の手ホテル |                                                                                             |
| 第135回 | 11月22日   |                   | 東温市 母恵夢スイーツパーク 東温市 ハタダお菓子館 |                                                                                             |
| 第136回 | 11月29日   |                   | 東温市 ハタダお菓子館 松山市 お茶屋乙鳥 |                                                                                             |
| 第137回 | 12月6日    |                   | 砥部町 パットゴルフ松山コース 松山市 くるるアトリエ |                                                                                             |
| 第138回 | 12月13日   |                   | 松山市 くるるアトリエ 松山市 えひめこどもの城 |                                                                                             |
| 第139回 | 12月20日   |                   | 松山市 えひめこどもの城 伊予市 GO★CAFE | 和牛A4クイズ                                                                                |
| 第140回 | 12月27日   |                   | 伊予市 武智写真館 | 番組新ポスター撮影                                                                          |
| 2021年  |            |                   | |                                                                                             |
| 第141回 | 1月10日    |                   | 松山市道後 ふなや | 和牛A4新年会                                                                                |
| 第142回 | 1月17日    |                   | 松山市 ホームランドーム松山店 |                                                                                             |
| 第143回 | 1月24日    |                   | 松山市 食堂カフェ ステクル 松山市 RYO屋 |                                                                                             |
| 第144回 | 1月31日    |                   | 松山市 私はトゥンカロンに恋をした 松山店 松山市 南海放送本社 | モルック対決                                                                                |
| 第145回 | 2月7日     |                   | （総集編） | 2020年下半期視聴率ランキング                                                                |
| 第146回 | 2月14日    |                   | 西条市河之内 フォレストアドベンチャー・西条 |                                                                                             |
| 第147回 | 2月21日    |                   | 西条市河之内 フォレストアドベンチャー・西条 |                                                                                             |
| 第148回 | 2月28日    |                   | 西条市河之内 フォレストアドベンチャー・西条 西条市丹原町 ももくり三年かき八年 松山市 南海放送本社                                                                              | DVD情報                                                                                     |
| 第149回 | 3月7日     |                   | 松山市 南海放送本社 今治市玉川町 山の神硝子工房 | 番組新ポスターお披露目                                                                      |
| 第150回 | 3月14日    |                   | 松山市 石手寺 松山市道後 圓満寺 |                                                                                             |
| 第151回 | 3月21日    |                   | 松山市 創作レストサブリナ 松山市 ミープルの森 |                                                                                             |
| 特番    | 3月28日    |                   | 松山市 伊予鉄道古町駅 今治市 昌万 松山市某所 松山市 清まる | 和牛のもぎたてテレビ30周年を召し上がれ！                                                    |
| 第152回 | 3月28日    |                   | 松山市 ミープルの森 |                                                                                             |
| 第153回 | 4月4日     |                   | 松前町 伊予スイミングクラブ |                                                                                             |
| 第154回 | 4月11日    |                   | 伊予市 濱田屋 伊予市 ☆いよベース☆遊ビバ最前線 |                                                                                             |
| 第155回 | 4月18日    |                   | 伊予市 ☆いよベース☆遊ビバ最前線 松山市 石田クリーニング松山工場 |                                                                                             |
| 第156回 | 4月25日    |                   | 東京都渋谷区 タワーレコード渋谷店 松前町 たこ焼き州宴 松山市 石田クリーニング松山工場                                                                                          |                                                                                             |
| 第157回 | 5月2日     |                   | （総集編） | 傑作選                                                                                      |
| 第158回 | 5月9日     |                   | 松山市 アゼリア体操クラブ |                                                                                             |
| 第159回 | 5月16日    |                   | 松山市 アゼリア体操クラブ 松山市 フランス菓子エスプリ |                                                                                             |
| 第160回 | 5月23日    |                   | 松山市 うどん屋千 松山市北条 聖カタリナ大学 |                                                                                             |
| 第161回 | 5月30日    |                   | 松山市北条 聖カタリナ大学 | バドミントン対決                                                                            |
| 第162回 | 6月6日     |                   | 今治市菊間町 あばらこ射場 | アーチェリー対決                                                                            |
| 第163回 | 6月13日    |                   | 今治市大西町 くれもと大西店 | 和牛A4クイズ（前編）                                                                        |
| 第164回 | 6月20日    |                   | 今治市大西町 くれもと大西店 今治市 丸山タオル | 和牛A4クイズ（後編）                                                                        |
| 第165回 | 6月27日    |                   | 今治市 丸山タオル 今治市菊間町 菊銀製瓦 |                                                                                             |
| 第166回 | 7月4日     |                   | 松山市 Sokka. 伊予市双海町 石窯工房みどり |                                                                                             |
| 第167回 | 7月11日    |                   | 伊予市双海町 石窯工房みどり 大洲市長浜町 長浜港湾緑地 大洲市長浜町 愛媛県立長浜高等学校 長高水族館                                                                             |                                                                                             |
| 第168回 | 7月25日    |                   | 大洲市長浜町 愛媛県立長浜高等学校 長高水族館 大洲市長浜町 カフェクロンタヒルズ 大洲市長浜町 肱川あらし展望公園                                                                 |                                                                                             |
| 第169回 | 8月8日     |                   | 久万高原町 久万高原ふるさと旅行村 |                                                                                             |
| 第170回 | 8月15日    |                   | 西予市野村町 大野ヶ原 | 四国カルストの旅（前編）                                                                    |
| 第171回 | 8月29日    |                   | 西予市野村町 大野ヶ原 久万高原町旧柳谷村 四国カルスト 高知県津野町 星ふるヴィレッジTENGU                                                                                       | 四国カルストの旅（後編）                                                                    |
| 第172回 | 9月5日     |                   | 高知県土佐清水市 清水漁港 高知県土佐清水市 御食事処あしずり 高知県土佐清水市 足摺海洋館SATOUMI                                                                                 | 課外授業 in 土佐清水市（第1弾）                                                             |
| 第173回 | 9月12日    |                   | 高知県土佐清水市 足摺海洋館SATOUMI 高知県土佐清水市 見残し海岸 | 課外授業 in 土佐清水市（第2弾）                                                             |
| 第174回 | 9月19日    |                   | 高知県土佐清水市 見残し海岸 高知県土佐清水市 足摺パシフィックホテル花椿 | 課外授業 in 土佐清水市（第3弾）                                                             |
| 第175回 | 9月26日    |                   | 高知県土佐清水市 足摺パシフィックホテル花椿 高知県土佐清水市 足摺岬展望台 高知県土佐清水市 足摺岬灯台 高知県土佐清水市 青の洞窟（松尾漁港海老穴） 高知県土佐清水市 CAFE 69 LOG | 課外授業 in 土佐清水市（第4弾）                                                             |
| 第176回 | 10月3日    |                   | 今治市 サンライズ糸山 今治市 来島海峡大橋 今治市馬島 |                                                                                             |
| 第177回 | 10月10日   |                   | 今治市伯方町 ドルフィンファームしまなみ |                                                                                             |
| 第178回 | 10月17日   |                   | 今治市宮窪町 しまなみアートキャニオン 今治市宮窪町 水の谷石材 今治市宮窪町 友浦港 今治市宮窪町 カネキ水産                                                                      |                                                                                             |
| 第179回 | 10月24日   |                   | 今治市宮窪町 Ties 今治市吉海町 亀老山展望公園 高知県土佐清水市 足摺パシフィックホテル花椿                                                                                      | 課外授業 in 土佐清水市 未公開映像 ゴブレット・ゴブラーズ対決                                |
| 第180回 | 11月7日    |                   | 松山市 河原デザイン・アート専門学校 高知県土佐清水市 足摺パシフィックホテル花椿                                                                                                | クリエイターの卵が似顔絵を披露 課外授業 in 土佐清水市 未公開映像 ゴブレット・ゴブラーズ対決 |
| 第181回 | 11月14日   |                   | 松山市 河原医療大学校 東温市 kuromori | ボッチャ対決                                                                                |
| 第182回 | 11月21日   |                   | 東温市 kuromori 東温市 ぼたん茶屋 |                                                                                             |
| 第183回 | 11月28日   |                   | 松山市 ANAクラウンプラザホテル松山 鉄板焼石鎚 | 巨額アミダ                                                                                  |
| 第184回 | 12月5日    |                   | 松山市 さかな工房丸万 松山市 南海放送本社 高知県土佐清水市 足摺パシフィックホテル花椿                                                                                          | 竹内アナから重大発表                                                                        |
| 第185回 | 12月12日   |                   | 松山市 南海放送本社 松山市 イヨテツボウリングセンター |                                                                                             |
| 第186回 | 12月26日   |                   | 松山市 イヨテツボウリングセンター 松山市 イヨテツスポーツセンター |                                                                                             |
| 特番    | 12月30日   |                   | 南海放送本社 | 2021年を和牛と一緒に笑って振り返ろうSP！（総集編）                                          |
| 2022年  |            |                   | |                                                                                             |
| 第187回 | 1月16日    |                   | 松山市道後 ふなや | 和牛A4新年会                                                                                |
| 第188回 | 1月23日    | #1                | 東温市 ITOMA |                                                                                             |
| 第189回 | 1月30日    | #2                | 松山市 バーテンダーセレクトギオン 松山市北条 ヒラバヤシワークス |                                                                                             |
| 第190回 | 2月6日     | #3                | 松山市 ラウンドワンスタジアム松山店 | ラウンドワンでオダウエダと5番勝負（前編）                                                   |
| 第191回 | 2月13日    | #4                | 松山市 ラウンドワンスタジアム松山店 | ラウンドワンでオダウエダと5番勝負（後編）                                                   |
| 第192回 | 2月20日    | #5                | 松山市 つけめん真中 松山市 保護猫カフェNyacotto |                                                                                             |
| 第193回 | 2月27日    | #6                | 松山市 Magic Bar Backstage |                                                                                             |
| 第194回 | 3月6日     | #7                | 松前町 SOLATO太陽石油販売セルフまさきSC前給油所 伊予市 chusen 松山市 南道後温泉ていれぎの湯                                                                                    |                                                                                             |
| 第195回 | 3月13日    | #8                | 松山市 Laundry Works南斎院店 松山市 牛もつ鍋店まるしょう 東温市 森のこびと駐車場 （移動中車内）                                                                                | 和牛A4クイズ（前編）                                                                        |
| 第196回 | 3月20日    | #9                | （移動中車内） 東温市 森のこびと | 和牛A4クイズ（後編）                                                                        |
| 第197回 | 3月27日    | #10               | （総集編） | 2021年度総決算特集                                                                          |
| 第198回 | 4月3日     | #11               | 松山市 アレスホーム松山西店 |                                                                                             |
| 第199回 | 4月10日    | #12               | 八幡浜市 JAにしうわ特産センター甘柑日和 | もぎたてテレビコラボ企画（第1週）                                                           |
| 第200回 | 4月17日    | #13               | 八幡浜市 舌田湾 | もぎたてテレビコラボ企画（第2週）                                                           |
| 第201回 | 4月24日    | #14               | 八幡浜市保内町 西南開発 八幡浜市 ちゃんぽん亭イーグル 八幡浜市 宮川菓子舗 八幡浜市 COWORKING SPACE A                                                                           | もぎたてテレビコラボ企画（第3週）                                                           |
| 第202回 | 5月1日     | #15               | （移動中車内） 伊予市 伊予灘サービスエリア | 竹内アナ卒業スペシャル                                                                      |
| 第203回 | 5月8日     | #16               | 宇和島市吉田町 旭合名会社醤油醸造所 八幡浜市 JAにしうわ特産センター甘柑日和 |                                                                                             |
| 第204回 | 5月15日    | #17               | 宇和島市三間町 西本酒造 宇和島市三間町 安岡蒲鉾 |                                                                                             |
| 第205回 | 5月22日    | #18               | 松山市 完全無欠うどん空太郎 |                                                                                             |
| 第206回 | 5月29日    | #19               | 松山市道後 Canpachi道後本店 |                                                                                             |
| 第207回 | 6月5日     | #20               | 伊予市 某所（公園） 伊予市 某所（水田の実家） 伊予市 某所（水田の実家裏の海）                                                                                                  |                                                                                             |
| 第208回 | 6月12日    | #21               | 伊予市双海町 ふたみじゃこ天 伊予市双海町 ふたみシーサイド公園 |                                                                                             |
| 第209回 | 6月19日    | #22               | 伊予市双海町 JR下灘駅 伊予市双海町 上灘水産ハモだしラーメン店 |                                                                                             |
| 第210回 | 6月26日    | #23               | 松山市 居酒屋網元 （移動中トゥクトゥク車内） |                                                                                             |
| 第211回 | 7月3日     | #24               | 松山市 Bar MIYAO 伊予市 某所（水田の実家裏の海） | 2代目アシスタント決定                                                                       |
| 第212回 | 7月10日    | #25               | 大洲市 大洲城 |                                                                                             |
| 第213回 | 7月17日    | #26               | 大洲市 ポコペン横丁 |                                                                                             |
| 第214回 | 7月24日    | #27               | 大洲市 大洲のうかい 臥龍山荘下乗船所 大洲市 との町たる井 |                                                                                             |
| 第215回 | 7月31日    | #28               | 大洲市 葵CAFE 大洲市 臥龍醸造 |                                                                                             |
| 第216回 | 8月7日     | #29               | 松山市 えひめこどもの城 砥部町 愛媛県立とべ動物園 松山市 愛媛県総合運動公園 砥部町 カフェ＆ギャラリーもえぎの                                                                  |                                                                                             |
| 第217回 | 8月21日    | #30               | 松山市三津浜 三津浜港 松山市興居島沖 松山市興居島 泊港 松山市興居島 海の家山田商店 松山市 えひめこどもの城                                                                     | 夏休み企画（前編）                                                                          |
| 第218回 | 9月4日     | #31               | 松山市興居島 海の家山田商店 松山市興居島 相子ヶ浜海水浴場 松山市興居島 海の家あゆみ商店                                                                                        | 夏休み企画（後編）                                                                          |
| 第219回 | 9月11日    | #32               | 内子町五十崎 小田川河川敷 内子町五十崎 天神産紙工場・五十崎社中 砥部町 愛媛県立とべ動物園                                                                                      |                                                                                             |
| 第220回 | 9月18日    | #33               | 内子町五十崎 みそぎの里 内子町五十崎 岡野商店 内子町五十崎 紅葉ヶ滝 | 夏休み企画（後編）                                                                          |
| 第221回 | 9月25日    | #34               | （総集編） | 上半期総集編                                                                                |
| 第222回 | 10月2日    | #35               | 内子町 ツム・シュバルツェン・カイラー 内子町五十崎 RC LINK MIEBLABO 大洲市 内子ワイナリー直営販売所                                                                            |                                                                                             |
| 第223回 | 10月9日    | #36               | 西条市 三谷鬼板本舗 西条市 星加のゆべし 新居浜市 滝の宮公園 | 西条・新居浜ソウルフードツアーお菓子編（第1週） 和牛A4DVD第3弾発売決定                      |
| 第224回 | 10月16日   | #37               | 新居浜市 別子飴本舗 | 西条・新居浜ソウルフードツアーお菓子編（第2週）                                             |
| 第225回 | 10月23日   | #38               | 新居浜市 滝の宮公園 新居浜市 甘味処ヒット焼き川西店 新居浜市 近藤酒造 | 西条・新居浜ソウルフードツアーお菓子編（第3週）                                             |
| 第226回 | 11月6日    | #39               | 松前町 トンデミ愛媛エミフルMASAKI店 |                                                                                             |
| 第227回 | 11月20日   | #40               | 松前町 トンデミ愛媛エミフルMASAKI店 松前町 割烹仕出し川崎屋 |                                                                                             |
| 第228回 | 11月27日   | #41               | 松山市 松山市消防局 |                                                                                             |
| 第229回 | 12月4日    | #42               | 松山市 松山市消防局 松山市 津田酒店 |                                                                                             |
| 第230回 | 12月11日   | #43               | 松山市 トヨタカローラ愛媛中央通店 |                                                                                             |
| 第231回 | 12月18日   | #44               | 松山市 ゆうぼくNOMADIC 松山市 やきとり居酒屋一番町のゆら |                                                                                             |
| 第232回 | 12月25日   | #45               | 松山市 お茶屋乙鳥 東京都渋谷区 タワーレコード渋谷店 | DVD発売記念イベント                                                                         |
| 特番    | 12月30日   | #46・47           | 南海放送本社 | 2022年を和牛と一緒に笑って振り返ろうSP！（総集編）                                          |
| 2023年  |            |                   | |                                                                                             |
| 第233回 | 1月15日    | #48               | 松山市道後 ホテル古湧園遥 | 和牛A4新年会                                                                                |
| 第234回 | 1月22日    | #49               | 砥部町 砥部町立砥部小学校体育館 |                                                                                             |
| 第235回 | 1月29日    | #50               | 伊予市 レッスンスタジオチーズ |                                                                                             |
| 第236回 | 2月5日     | #51               | 松山市北条 アボカドラウンジ有田 松山市道後 ホテル古湧園遥 |                                                                                             |
| 第237回 | 2月19日    | #52               | 松山市三津浜 大乗山正念寺 松山市道後 ホテル古湧園遥 |                                                                                             |
| 第238回 | 2月26日    | #53               | 松山市 富士教材 |                                                                                             |
| 第239回 | 3月5日     | #54               | 松山市 ミープルの森 |                                                                                             |
| 第240回 | 3月12日    | #55               | 宇和島市津島町 兵頭電機商会 |                                                                                             |
| 第241回 | 3月19日    | #56               | 宇和島市津島町 南楽園 |                                                                                             |
| 第242回 | 3月26日    | #57               | 愛南町旧内海村 ゆらり内海 愛南町旧一本松町 あけぼのリフレッシュゾーン 愛南町旧一本松町 池田牧場                                                                                |                                                                                             |
| 第243回 | 4月2日     | #58               | 愛南町旧一本松町 池田牧場 |                                                                                             |
| 第244回 | 4月9日     | #59               | （総集編） | 6周年突入傑作選SP                                                                           |
| 第245回 | 4月16日    | #60               | 松山市 ホリグチさん宅 松山市三津浜 茶舗 de la musica |                                                                                             |
| 第246回 | 4月23日    | #61               | 松山市三津浜 茶舗 de la musica 松山市三津浜 Bitter & Sucre 松山市三津浜 次男坊寿司                                                                                             |                                                                                             |
| 第247回 | 4月30日    | #62               | 松山市 愛光学園 |                                                                                             |
| 第248回 | 5月7日     | #63               | 松山市 愛光学園 松山市 Spread One |                                                                                             |
| 第249回 | 5月14日    | #64               | 松山市 愛媛新聞・フジカルチャースクールフジグラン松山教室 |                                                                                             |
| 第250回 | 5月21日    | #65               | 松山市 南海放送本町会館 | 放送250回記念イベント（前編）                                                               |
| 第251回 | 5月28日    | #66               | 松山市 南海放送本町会館 | 放送250回記念イベント（後編）                                                               |
| 第252回 | 6月4日     | #67               | 松山市 割烹鶏一八 松山市 小春劇場 |                                                                                             |
| 第253回 | 6月11日    | #68               | 松山市 小春劇場 （某所） |                                                                                             |
| 第254回 | 6月18日    | #69               | 松山市三津浜 マチサポ 松山市 日の出食堂 |                                                                                             |
| 第255回 | 6月25日    | #70               | 松前町 サンタ |                                                                                             |
| 第256回 | 7月2日     | #71               | 伊予市 えひめ森林公園 |                                                                                             |
| 第257回 | 7月9日     | #72               | 伊予市 えひめ森林公園 松山市 グレイシーバッハ松山 |                                                                                             |
| 第258回 | 7月16日    | #73               | 砥部町広田地区 山のレストランひろたの森 砥部町広田地区 農村工芸体験館 |                                                                                             |
| 第259回 | 7月23日    | #74               | 内子町小田地区 内子町森林組合小田支所 内子町小田地区 どい書店 |                                                                                             |
| 第260回 | 7月30日    | #75               | 大洲市河辺町 いわな荘 |                                                                                             |
| 第261回 | 8月6日     | #76               | 大洲市肱川町 小薮温泉 松山市 らーめんおが多 二番町店 |                                                                                             |
| 第262回 | 8月13日    | #77               | 松山市 KIT（キスケBOX） |                                                                                             |
| 第263回 | 8月20日    | #78               | 松山市三津浜 四国明治松山工場 |                                                                                             |
| 第264回 | 9月3日     | #82               | 松山市三津浜 mirror studio 松山市 ひめっこビーチスクール |                                                                                             |
| 第265回 | 9月10日    | #83               | 広島県福山市 福山城 広島県福山市 えんまる |                                                                                             |
| 第266回 | 9月17日    | #84               | 広島県尾道市 千光寺公園 広島県尾道市 千光寺 広島県尾道市 ONOMICHI U2 |                                                                                             |
| 第267回 | 9月24日    | #85               | 上島町岩城 タムラ食品 上島町岩城 わらしべ。岩城島BASE |                                                                                             |
| 第268回 | 10月1日    | #86               | 上島町生名 おかえりなさい 上島町旧魚島村高井神島 |                                                                                             |
| 第269回 | 10月8日    | #87               | 今治市菊間町 加茂神社 松山市 グレイシーバッハ松山 松山市三津浜 大乗山正念寺 |                                                                                             |
| 第270回 | 10月15日   | #88               | 松山市北条 北条港 |                                                                                             |
| 第271回 | 10月22日   | #89               | 今治市大西町 レアレアリゾートヴィラかもいけ |                                                                                             |
| 第272回 | 11月5日    | #90               | 今治市波方町 Pizzeria Austro |                                                                                             |
| 第273回 | 11月19日   | #91               | 伊予市 阿川食品 松前町 扇屋食品北川原工場 松前町 はぎの食品キッチンスタジオ |                                                                                             |
| 第274回 | 12月3日    | #92               | 松前町 四国珍味商工協同組合 松前町 篠﨑畜産本店 伊予市 an'patisserie 七日 |                                                                                             |
| 第275回 | 12月10日   | #93               | 松山市 南海放送サンパーク | 愛媛FCと3番勝負                                                                             |
| 第276回 | 12月17日   | #94               | 松山市 JA Kitchen Studio 松山市 太陽市 |                                                                                             |
| 第277回 | 12月24日   | #95               | 松山市 白水台聖アンナ教会 （某所） | 愛媛県住みます芸人とクリスマスパーティー 和牛より今後の番組についてご報告                   |
| 特番    | 12月31日   | #96・97           | 松山市 南海放送本社 | 2023年を和牛と一緒に笑って振り返ろうSP（総集編）                                            |
| 2024年  |            |                   | |                                                                                             |
| 第278回 | 1月14日    | #98               | 松山市道後 ホテル古湧園遥 | 和牛A4新年会                                                                                |
| 第279回 | 1月21日    | #99               | 松山市 ラウンドワンスタジアム松山店 |                                                                                             |
| 第280回 | 1月28日    | #100              | 松山市 COLORS Fit |                                                                                             |
| 第281回 | 2月4日     | #101              | 伊方町 マルマ食堂 伊方町 南の果樹園ニュウズ |                                                                                             |
| 第282回 | 2月18日    | #102              | 伊方町 南の果樹園ニュウズ 伊方町 佐田岬亀ヶ池温泉 今治市朝倉 月原ベーカリー朝倉店 今治市上浦町 道の駅多々羅しまなみ公園 今治市関前岡村 岡村小学校                              |                                                                                             |
| 第283回 | 2月25日    | #103              | 西予市三瓶町 SeaSideうわかい 西予市明浜町 狩浜 |                                                                                             |
| 第284回 | 3月3日     | #104              | 久万高原町旧面河村 おもご幼稚園・久万高原町立面河小学校 |                                                                                             |
| 第285回 | 3月10日    | #105              | 四国中央市別子山 二ノ宮さん宅 宇和島市津島町 津島プレーランド |                                                                                             |
| 第286回 | 3月17日    | #106              | 宇和島市津島町 津島プレーランド 愛南町旧一本松町 池田牧場 |                                                                                             |
| 第287回 | 3月24日    | #107              | 四国中央市土居町 ミッドナイト ウマイゾ さっちゃん |                                                                                             |
| 第289回 | 3月31日    | #108              | 松山市三津浜 茶舗 de la musica | 6年間ありがとう！最終回も笑いとホッコリ満載SP                                               |

## スタッフ
- カメラ：西村一輝、石川翔
- 音声：窪田英司、佐渡裕樹
- 編集：石井邦昭
- AD：日野浩志
- 広報：玉岡梨那
- ディレクター：河野淳
- 企画・プロデューサー：徳丸博智
- 制作プロダクション：マチサポ
- 製作著作：南海放送

## 放送局
| 放送地域 | 放送局            | 系列           | 放送時間（JST）                | 再放送時間                     | ネット状況 | 備考 |
| -------- | ----------------- | -------------- | ------------------------------ | ------------------------------ | ---------- | --- |
| 愛媛県   | 南海放送（RNB）   | 日本テレビ系列 | 日曜日 12:55 - 13:25           | 土曜日 0:30 - 0:59（金曜深夜） | 制作局     | 第1回から第127回までは金曜深夜が本放送、日曜日が再放送であった。金曜深夜の放送時間は『金曜ロードショー』の放送時間により前後する。                                                                         |
| 広島県   | 広島テレビ（HTV） | 日本テレビ系列 | 火曜日 1:29 - 1:59（月曜深夜） | なし                           | 遅れネット | 2020年4月14日（13日深夜）第102回からネット開始。2020年10月12日放送分からは30分繰り上がった。 |
| 高知県   | 高知放送（RKC）   | 日本テレビ系列 | 土曜日 16:30 - 17:00           | なし                           | 単発放送   | 2021年9月18日～10月9日の4週間、第172回～第175回「土佐清水市 in 課外授業」を放映。 |
| 全国     | BSよしもと        | BSよしもと     | 日曜日 21:30 - 22:00           | なし                           | 遅れネット | 2022年3月22日第188回を#1としてネット開始。2022年9月27日#28までは火曜日18:00 - 18:30。2023年6月29日#65までは木曜日21:30 - 22:00。また、2023年度まで放送されていた『総集編』も前後編に分けて放送されている。 |

## DVD
- DVD第1弾「和牛のA4ランクを召し上がれ！Vol.1」（よしもとミュージック、2020年1月29日）
- DVD第2弾「和牛のA4ランクを召し上がれ！Vol.2」（よしもとミュージック、2020年1月29日）
- DVD第3弾「和牛のA4ランクを召し上がれ！Vol.3」（よしもとミュージック、2020年1月29日）
- DVD第4弾「和牛のA4ランクを召し上がれ！Vol.4」（よしもとミュージック、2021年4月14日）
- DVD第5弾「和牛のA4ランクを召し上がれ！Vol.5」（よしもとミュージック、2021年4月14日）
- DVD第6弾「和牛のA4ランクを召し上がれ！Vol.6」（よしもとミュージック、2021年4月14日）
- DVD第7弾「和牛のA4ランクを召し上がれ！Vol.7」（よしもとミュージック、2022年12月7日）
- DVD第8弾「和牛のA4ランクを召し上がれ！Vol.8」（よしもとミュージック、2022年12月7日）
- DVD第9弾「和牛のA4ランクを召し上がれ！Vol.9」（よしもとミュージック、2022年12月7日）